# Avstralska kačjevratka
Avstralska kačjevratka (znanstveno ime Chelodina longicollis) je v Avstraliji najbolj znana in razširjena sladkovodna želva. Zelo je razširjena v počasi tekočih vodah vzhodne Avstralije, od skrajnega juga do severnega dela kraljevine. Je čisti mesojedec in lovi v številnih stoječih in počasi tekočih vodah.

## Način življenja
Avstralska kačjevratka je doma na kopnem in v vodi. Njen glavni življenjski prostor so potoki, reke, močvirja in lagune.
Najraje ima počasi tekoča, pogosto muljasta vodovja, včasih prečkajo tudi male brzice.
Na jugu svojega področja razširjenosti zapade veliko želv v zimsko otrplost in to pod vodo ali na suhem, na kopnem.
Ta vrsta je znana po tem, da se rada naseli v umetno narejenih ribnikih, in sicer največkrat v času dveh let.
Avstralska kačjevratka uporablja poti po kopnem in pri najmanjših ovirah enostavno menja smer poti. Kakor hitro zaznajo v daljavi vodo, začnejo teči do vode.

## Prehranjevanje
Avstralska kačjevratka je čista mesojedka, ki čez dan lovi po vodi male nevretenčarje. Mednje spadajo rakovica, rdeči raki, ličinke žuželk in mehkužci, občasno tudi žabe. Na lovu ji občasno dobro služi za ulov plena dolg mišičast vrat.
Želva se priplazi do plena tako, da počasi plava med travo, včasih pa sledi večjemu plenu z močnimi plavalnimi zamahi. V obeh primerih potegne v pravilni oddaljenosti vrat in glavo v »S« obliki nazaj in nato sunkovito naprej, kot to počne kača. Namesto da bi zgrabila plen, nenadoma obstane poleg plena z glavo obrnjeno proti njemu in široko odpre gobec. Voda steče takoj v gobec in iztiska vodo iz gobca, plen pa ostane v njem.
Čeljusti avstralske kačjeglavke niso primerne za ugriz. Velik plen ubije in zdrobi z drgnjejočimi gibi prednjih nog. Z enakimi gibi postavi plen na pravo mesto, da ga lahko pogoltne.

## Razmnoževanje
Parjenje se odvija pod vodo. Samec ves čas plava za samico, in sicer tako dolgo, da lahko položi svojo brado na oklep samice. nato se potisne naprej in spleza na samico, rob njenega oklepa zgrabi s sprednjimi nogami in potisne rep pod oklep samice.
Dva meseca pozneje odide samica na kopno in si skoplje v skromno porasli zemlji luknjo s pomočjo zadnjih nog. Poišče si neko pobočje, s katerega odteče deževnica, kajti že nekaj ur poplave lahko uniči jajca. Mlade želve se izvalijo po šestih mesecih. Imajo temno barvo z rahlim rumeno-oranžnim vzorcem in se odpravijo takoj na pot do vode, kar pa je za številne želve prva in zadnja pot.

## Sovražniki
Veliko gnezd želv oropajo druge živali, preden se sploh uspejo izvaliti mlade želve. Tudi izvaljene želve so na poti do vode v stalni nevarnosti, da jih požrejo plenilci, v vodi pa so plen rib in vodnih ptičev.
Odrasle živali nimajo toliko sovražnikov kot mladiči, saj so večje in zaščitene s svojim oklepom. Kljub temu jih napadajo pelikani, štorklja, dingi in ptice ujede.

## Zanimivosti
- Očesi te vrste želve sta nameščeni daleč spredaj, česar pri drugih vrstah ne najdemo, saj jim to omogoča prostorski vid. Prav ta natančna presoja oddaljenosti od plena je pomembna za želvo, saj bi se sicer zaletela v žrtev in jo odgnala.
- Ta vrsta je dobila ime »smrduhi«, saj spušča močan smrdeč vonj, če jo lovci  vzamejo v roke. To tekočino lahko želva razprši tudi meter daleč.

## Zaščita vrste
Sicer je ta vrsta precej pogosta, lovijo jo s pastmi in veliko želv pobijejo ribiči in vozniki ali poginejo ob ograjah, ki zapirajo pot do vodnih površin.
- Avstralska kačjevratka na hlodu
- Avstralska kačjevratka pod vodo